# Viktória Hrunčáková
Viktória Hrunčáková (* 11. Mai 1998 in Košice als Viktória Kužmová) ist eine slowakische Tennisspielerin.

## Karriere
Hrunčáková hat mit vier Jahren unter der Obhut ihres Vaters mit dem Tennisspielen angefangen. Sie bevorzugt Sandplätze und spielt überwiegend auf Turnieren des ITF Women’s Circuit, bei denen sie bereits 17 Einzel- und 9 Doppeltitel gewonnen hat.
Bereits in jungen Jahren konnte Hrunčáková beachtliche Erfolge verbuchen. 2014 siegte sie im tschechischen Prostějov zusammen mit ihren slowakischen Teamkolleginnen Tereza Mihalíková und Tamara Kupková bei der U14-Mannschaftsweltmeisterschaft der Mädchen und konnte im Einzel ihren ersten Profititel auf der ITF-Tour gewinnen, 2015 triumphierte sie dann an der Seite von Alexandra Pospelowa bei der Juniorinnenkonkurrenz der US Open nach einem Sieg im Endspiel gegen Anna Kalinskaja und Anastassja Potapowa. Ein Jahr später erreichte sie in New York auch das Finale im Einzel, in dem sie Kayla Day unterlag.
Gleich im Anschluss daran errang Hrunčáková in Lubbock ihren ersten Sieg bei einem ITF-Turnier der $25.000-Kategorie und stand bis zum Saisonende noch in zwei weiteren ITF-Finals in Australien. Nach einem weiteren Titelgewinn in Mildura nahm sie bei den French Open 2017 erstmals in der Qualifikation eines Grand-Slam-Turniers teil und verlor dort in der zweiten Runde. Bei den US Open gelang ihr der Sprung ins Hauptfeld; zum Auftakt musste sie sich dort aber Venus Williams in drei Sätzen geschlagen geben. In Linz konnte sie, ebenfalls aus der Qualifikation kommend, gegen Anna-Lena Friedsam ihren ersten Sieg im Hauptfeld eines WTA-Turniers verbuchen.
Nach dem Einzug ins Halbfinale von Budapest 2018 als Lucky Loserin, in dem sie der späteren Siegerin Alison Van Uytvanck unterlag sowie einem weiteren Turniersieg auf der ITF-Tour in Shenzhen, wurde Hrunčáková erstmals in den Top 100 der Weltrangliste geführt. Ihren bislang größten Einzeltitel gewann sie vor heimischer Kulisse bei einem Turnier der $100.000-Kategorie in Trnava, das sie im Endspiel gegen Verónica Cepede Royg gewann. Anschließend stand sie in Paris nach einem Erfolg über die frühere Turniersiegerin Francesca Schiavone zum ersten Mal in der zweiten Runde eines Grand-Slam-Turniers. Weitere Erfolge auf der ITF-Tour wie der Triumph im Endspiel von Budapest über Jekaterina Alexandrowa sowie das Erreichen des Finals in Dubai, wo sie gegen Peng Shuai glatt verlor, führten sie in die Weltrangliste in die Top 50.
In Dubai war es auch, wo Hrunčáková bei den Duty Free Tennis Championships 2019 erstmals bei einem WTA-Turnier der Premier-Kategorie für Aufsehen sorgte, als sie unter anderem mit Kiki Bertens eine Spielerin aus den Top 10 der Welt besiegte und ins Viertelfinale einzog, in dem sie jedoch gegen Petra Kvitová chancenlos war. 2019 war für Hrunčáková auch im Doppel ein sehr erfolgreiches Jahr. Sie gewann ihre ersten beiden WTA-Titel, in Prag mit Anna Kalinskaja und einem Endspielsieg über Nicole Melichar und Květa Peschke sowie in Bukarest an der Seite von Kristýna Plíšková mit einem Zweisatzerfolg gegen das rumänische Duo Jaqueline Cristian und Elena-Gabriela Ruse. Bei den US Open gelang ihr zusammen mit Aljaksandra Sasnowitsch sogar der Einzug in ihr erstes Grand-Slam-Halbfinale; dort gewannen sie gegen Ashleigh Barty und Wiktoryja Asaranka jedoch nur ein einziges Spiel.
Im Einzel konnte Kužmová in Miami, Madrid und bei den French Open, auch dort nach Sieg über Bertens, jeweils die dritte Runde erreichen. Dadurch kletterte sie in der Weltrangliste bis auf Position 43; nach zuletzt schwächeren Resultaten Ende 2019 sowie Anfang 2020 ist sie wieder etwas zurückgefallen.
2018 trat sie im Duell gegen Russland erstmals für die Slowakische Fed-Cup-Mannschaft an. Seitdem hat sie für ihr Land insgesamt 12 Partien im Einzel und Doppel bestritten, von denen sie acht gewinnen konnte (Einzelbilanz 7:1).

## Persönliches
Am 10. September 2022 heiratete sie ihren Trainer Tomáš Hrunčák und hat zum April 2023 auch ihren Namen bei Turnieren entsprechend angepasst.

## Turniersiege

### Einzel
| Nr. | Datum              | Turnier             | Kategorie    | Belag           | Finalgegnerin              | Ergebnis      |
| --- | ------------------ | ------------------- | ------------ | --------------- | -------------------------- | ------------- |
| 1.  | 19. Oktober 2014   | Iraklio             | ITF $10.000  | Hartplatz       | Barbara Haas               | 6:4, 6:3      |
| 2.  | 12. April 2015     | Iraklio             | ITF $10.000  | Hartplatz       | Valentini Grammatikopoulou | 6:3, 6:4      |
| 3.  | 10. Mai 2015       | Antalya             | ITF $10.000  | Hartplatz       | Aljona Sotnykowa           | 6:3, 7:65     |
| 4.  | 27. September 2015 | Scharm asch-Schaich | ITF $10.000  | Hartplatz       | Freya Christie             | 7:64, 7:5     |
| 5.  | 4. Oktober 2015    | Scharm asch-Schaich | ITF $10.000  | Hartplatz       | Lu Jiaxi                   | 6:2, 6:1      |
| 6.  | 6. März 2016       | Scharm asch-Schaich | ITF $10.000  | Hartplatz       | Warwara Flink              | 4:6, 6:2, 6:1 |
| 7.  | 2. Juli 2016       | Banja Luka          | ITF $10.000  | Sandplatz       | Manca Pislak               | 6:0, 6:1      |
| 8.  | 10. Juli 2016      | Niš                 | ITF $10.000  | Sandplatz       | Mira Antonitsch            | 6:1, 6:2      |
| 9.  | 18. September 2016 | Lubbock             | ITF $25.000  | Hartplatz       | Freya Christie             | 6:0, 7:5      |
| 10. | 12. März 2017      | Mildura             | ITF $25.000  | Rasen           | Katie Boulter              | 6:2, 6:4      |
| 11. | 22. Juli 2017      | Imola               | ITF $25.000  | Teppich (Halle) | Stefania Rubini            | 6:3, 6:3      |
| 12. | 18. März 2018      | Shenzhen            | ITF $60.000  | Hartplatz       | Anna Kalinskaja            | 7:5, 6:3      |
| 13. | 20. Mai 2018       | Trnava              | ITF $100.000 | Sand            | Verónica Cepede Royg       | 6:4, 1:6, 6:1 |
| 14. | 15. Juli 2018      | Budapest            | ITF $100.000 | Sand            | Jekaterina Alexandrowa     | 6:3, 4:6, 6:1 |
| 15. | 17. März 2024      | Solarino            | ITF W35      | Teppich         | Robin Anderson             | 6:2, 6:3      |
| 16. | 31. März 2024      | Murska Sobota       | ITF W50      | Hartplatz (i)   | Walerija Sawinych          | 6:0, 6:3      |
| 17. | 14. Juli 2024      | Don Benito          | ITF W35      | Teppich         | Natalija Stevanović        | 6:2, 3:6, 6:4 |

### Doppel
| Nr. | Datum              | Turnier           | Kategorie         | Belag             | Partnerin               | Finalgegnerinnen                        | Ergebnis           |
| --- | ------------------ | ----------------- | ----------------- | ----------------- | ----------------------- | --------------------------------------- | ------------------ |
| 1.  | 17. Oktober 2015   | Iraklio           | ITF $10.000       | Hartplatz         | Raluca Georgiana Șerban | Steffi Distelmans Kelly Versteeg        | 6:2, 6:0           |
| 2.  | 30. Januar 2016    | Antalya           | ITF $10.000       | Sand              | Petra Uberalová         | Lina Gjorcheska Ioana Loredana Roșca    | 7:63, 6:76, [10:5] |
| 3.  | 9. Oktober 2016    | Toowoomba         | ITF $25.000       | Hartplatz         | Dalma Gálfi             | Gabriela Cé Tereza Mihalíková           | 6:4, 7:64          |
| 4.  | 15. September 2017 | Batumi            | ITF $25.000       | Hartplatz         | Ysaline Bonaventure     | Tatia Mikadse Sopia Schapatawa          | 6:1, 6:3           |
| 5.  | 17. März 2018      | Shenzhen          | ITF $60.000       | Hartplatz         | Anna Kalinskaja         | Danka Kovinić Wang Xinyu                | 6:4, 1:6, [10:7]   |
| 6.  | 31. März 2018      | Croissy-Beaubourg | ITF $60.000       | Hartplatz (Halle) | Anna Kalinskaja         | Petra Krejsová Jesika Malečková         | 7:65, 6:1          |
| 7.  | 3. Mai 2019        | Prag              | WTA International | Sand              | Anna Kalinskaja         | Nicole Melichar Květa Peschke           | 4:6, 7:5, [10:7]   |
| 8.  | 21. Juli 2019      | Bukarest          | WTA International | Sand              | Kristýna Plíšková       | Jaqueline Cristian Elena-Gabriela Ruse  | 6:4, 7:63          |
| 9.  | 7. März 2021       | Lyon              | WTA 250           | Hartplatz (Halle) | Arantxa Rus             | Eugenie Bouchard Olga Danilović         | 3:6, 7:5, [10:7]   |
| 10. | 27. November 2021  | Dubai             | ITF W100+H        | Hartplatz         | Anna Danilina           | Angelina Gabujewa Anastassija Sacharowa | 4:6, 6:3, [10:2]   |
| 11. | 12. Februar 2023   | Linz              | WTA 250           | Hartplatz (Halle) | Natela Dsalamidse       | Anna-Lena Friedsam Nadija Kitschenok    | 4:6, 7:5, [12:10]  |
| 12. | 7. Januar 2024     | Auckland          | WTA 250           | Hartplatz         | Anna Danilina           | Marie Bouzková Bethanie Mattek-Sands    | 6:3, 6:75, [10:8]  |
| 13. | 26. April 2024     | Lopota            | ITF W50           | Hartplatz         | Tereza Valentová        | Nagi Hanatani Urszula Radwańska         | 6:2, 6:1           |
| 14. | 15. März 2025      | Solarino          | ITF W35           | Teppich           | Katarína Kužmová        | Sofia Costoulas Katharina Hobgarski     | 6:74, 6:4, [10:5]  |

## Abschneiden bei Grand-Slam-Turnieren

### Dameneinzel
| Turnier         | 2017 | 2018 | 2019 | 2020 | 2021 | 2022 | 2023 | 2024 | 2025 | Karriere |
| --------------- | ---- | ---- | ---- | ---- | ---- | ---- | ---- | ---- | ---- | -------- |
| Australian Open | —    | 1    | 2    | 1    | 1    | 1    | Q1   | Q1   | Q1   | 2        |
| French Open     | Q2   | 2    | 3    | 1    | Q2   | Q3   | 1    | Q1   |      | 3        |
| Wimbledon       | Q3   | 1    | 1    |      | Q1   | Q2   | 1    | Q1   |      | 1        |
| US Open         | 1    | 1    | 1    | 1    | Q1   | 2    | 1    | Q1   |      | 2        |

Zeichenerklärung: S = Turniersieg; F, HF, VF, AF = Einzug ins Finale / Halbfinale / Viertelfinale / Achtelfinale; 1, 2, 3 = Ausscheiden in der 1. / 2. / 3. Hauptrunde; Q1, Q2, Q3 = Ausscheiden in der 1. / 2. / 3. Qualifikationsrunde; nicht ausgetragen

### Damendoppel
| Turnier         | 2018 | 2019 | 2020 | 2021 | 2022 | 2023 | 2024 | Karriere |
| --------------- | ---- | ---- | ---- | ---- | ---- | ---- | ---- | -------- |
| Australian Open | —    | 1    | AF   | AF   | AF   | —    | 1    | AF       |
| French Open     | 2    | 2    | AF   | 1    | 1    | —    | —    | AF       |
| Wimbledon       | —    | 1    |      | AF   | 2    | AF   | —    | AF       |
| US Open         | 2    | HF   | 1    | 1    | —    | —    | —    | HF       |

### Juniorinneneinzel
| Turnier         | 2014 | 2015 | 2016 | Karriere |
| --------------- | ---- | ---- | ---- | -------- |
| Australian Open | —    | AF   | —    | AF       |
| French Open     | 1    | 2    | —    | 2        |
| Wimbledon       | 2    | HF   | —    | HF       |
| US Open         | 2    | AF   | F    | F        |

### Juniorinnendoppel
| Turnier         | 2014 | 2015 | 2016 | Karriere |
| --------------- | ---- | ---- | ---- | -------- |
| Australian Open | —    | 1    | —    | 1        |
| French Open     | 1    | 1    | —    | 1        |
| Wimbledon       | AF   | 1    | —    | AF       |
| US Open         | HF   | S    | 1    | S        |

## Weltranglistenpositionen am Saisonende
| Jahr   | 2014 | 2015 | 2016 | 2017 | 2018 | 2019 | 2020 | 2021 | 2022 | 2023 | 2024 |
| ------ | ---- | ---- | ---- | ---- | ---- | ---- | ---- | ---- | ---- | ---- | ---- |
| Einzel | 703  | 440  | 225  | 132  | 56   | 52   | 96   | 174  | 146  | 117  | 241  |
| Doppel | -    | 840  | 441  | 554  | 127  | 29   | 29   | 57   | 89   | 78   | 159  |